# Svätý Anton
Svätý Anton este o comună slovacă, aflată în districtul Banská Štiavnica din regiunea Banská Bystrica. Localitatea se află la altitudinea de 435 m deasupra n.m., se întinde pe o suprafață de 22,63 km2 și în 2017 număra 1.192 de locuitori.

## Istoric
Localitatea Svätý Anton este atestată documentar din 1266.

## Demografie
| An:                | 1994 | 2004   | 2014   | 2024   |
| ------------------ | ---- | ------ | ------ | ------ |
| Număr de persoane: | 1126 | 1187   | 1218   | 1284   |
| Diferență:         |      | +5,41% | +2,61% | +5,41% |

| An:                | 2023 | 2024 |
| ------------------ | ---- | ---- |
| Număr de persoane: | 1284 | 1284 |
| Diferență:         |      | +0%  |